# Молекулярная физика
Молекулярная физика — раздел физики, который изучает физические свойства тел на основе рассмотрения их молекулярного строения. Задачи молекулярной физики решаются методами статистической механики, термодинамики и физической кинетики, они связаны с изучением движения и взаимодействия частиц (атомов, молекул, ионов), составляющих физические тела.

## История
Первым сформировавшимся разделом молекулярной физики была кинетическая теория газов. В процессе её развития работами Джеймса Клерка Максвелла, Людвига Больцмана, Дж. У. Гиббса была создана классическая статистическая физика.
Количественные представления о взаимодействии молекул (молекулярных силах) начали развиваться в теории капиллярных явлений. Классические работы в этой области Алекси Клод Клеро (1743), Пьера-Симона Лапласа (1806), Томаса Юнга (1805), С. Д. Пуассона, Карла Фридриха Гаусса (1830—1831) и других положили начало теории поверхностных явлений. Межмолекулярные взаимодействия были учтены Й. Д. Ван-дер-Ваальсом (1873) при объяснении физических свойств реальных газов и жидкостей.
В начале XX века молекулярная физика вступила в новый этап развития. В работах Жана Батиста Перрена и Теодора Сведберга (1906), Мариан Смолуховского и Альберта Эйнштейна (1904—06), посвященных броуновскому движению микрочастиц, были получены доказательства реальности существования молекул.
Методами рентгеновского структурного анализа (а впоследствии методами электронографии и нейтронографии) были изучены структура твёрдых тел и жидкостей и её изменения при фазовых переходах и изменении температуры, давления и других характеристик. Учение о межатомных взаимодействиях на основе представлений квантовой механики получило развитие в работах Макса Борна, Фрица Лондона и Вальера Гайтлера, а также Петера Дебая. Теория переходов из одного агрегатного состояния в другое, намеченная Ван-дер-Ваальсом и Уильямом Томсоном и развитая в работах Гиббса (конец XIX века), Льва Давидовича Ландау и Макса Фольмера (1930-е) и их последователей, превратилась в современную теорию образования фазы — важный самостоятельный раздел физики. Объединение статистических методов с современными представлениями о структуре вещества в работах Якова Ильича Френкеля, Генри Эйринга (1935—1936), Джона Десмонда Бернала и других привело к молекулярной физике жидких и твёрдых тел.

## Задачи науки
Круг вопросов, охватываемых молекулярной физикой, очень широк. В ней рассматриваются: строение вещества и его изменение под влиянием внешних факторов (давления, температуры, электромагнитного поля), явления переноса (диффузия, теплопроводность, вязкость), фазовое равновесие и процессы фазовых переходов (кристаллизация, плавление, испарение, конденсация), критическое состояние вещества, поверхностные явления на границах раздела фаз.
Развитие молекулярной физики привело к выделению из неё самостоятельных разделов: статистической физики, физической кинетики, физики твёрдого тела, физической химии, молекулярной биологии. На основе общих теоретических представлений молекулярной физики получили развитие физика металлов, физика полимеров, физика плазмы, кристаллофизика, физико-химия дисперсных систем и поверхностных явлений, теория массопереноса и теплопереноса, физико-химическая механика. При всём различии объектов и методов исследования здесь сохраняется, однако, главная идея: молекулярная физика — описание макроскопических свойств вещества на основе микроскопической (молекулярной) картины его строения.